# Macrothele vidua
Macrothele vidua is een spinnensoort uit de familie Macrothelidae. De soort komt voor in India.